# サンタナスタジーア
サンタナスタジーア（イタリア語: Sant'Anastasia）は、イタリア共和国カンパニア州ナポリ県にある、人口約2万8000人の基礎自治体（コムーネ）。

## 地理

### 位置・広がり
ヴェスヴィオ火山（その外輪山であるソンマ山）の北西麓に位置する。ナポリ中心部から東へ11kmの距離にある。

#### 隣接コムーネ
隣接するコムーネは以下の通り。
- カザルヌオーヴォ・ディ・ナーポリ
- エルコラーノ
- ポッレナ・トロッキア
- ポミリアーノ・ダルコ
- ソンマ・ヴェズヴィアーナ

## 行政

### 分離集落
サンタナスタジーアには、以下の分離集落（フラツィオーネ）がある。
- Cavallaro-Li Dottori, Guadagni, Marra-Marciano, Masseria Coscialonga, Ponte di Ferro, Sellaro, Starza Vecchia